# أمامة بنت كليب
أمامة بنت كليب شاعرة من شواعر الجاهلية، وأخت اليمامة بنت كليب. قتل جساس وابن عمه عمرو بن الحارث أباها كليبا، فلما علمت بموته دخلت على عمها المهلهل فأخبرته بقتل أخيه، فقالت له: